# Rovérsio Rodrigues de Barros
Rovérsio Rodrigues de Barros mit Kurznamen Rovérsio (* 17. Januar 1984 in Igarassu) ist ein brasilianischer Fußballspieler in Diensten von New York Cosmos.

## Karriere
Rovérsio begann mit dem Profifußball 2001 bei Santa Cruz FC und wechselte nach drei Spielzeiten in die erste portugiesischer Liga zu Gil Vicente FC. 2007 wechselte er zum Paços de Ferreira und ein Jahr danach in die spanische Primera División zu CA Osasuna. Bei Osasuna spielte er vier Spielzeiten lang, wobei er die Spielzeit 2010/11 als Leihspieler bei Betis Sevilla verbrachte.
Zur Saison 2012/13 wechselte er zum türkischen Erstligisten Orduspor.
Ein Jahr später wechselte er zu New York Cosmos, mit denen er auf Anhieb die North American Soccer League gewinnen konnte.

## Erfolge
- Soccer Bowl 2013